# أكفافيت
أكفافيت (بالسويدية: Akvavit) (بالنرويجية: Akevitt)، هو مشروب كحولي مقطر يتم إنتاجه بشكل رئيسي في الدول الاسكندنافية، حيث يتم إنتاجه منذ القرن الخامس عشر. يُقطر أكفافيت من الحبوب والبطاطس، ويُنكه بمجموعة متنوعة من الأعشاب.

## معرض صور

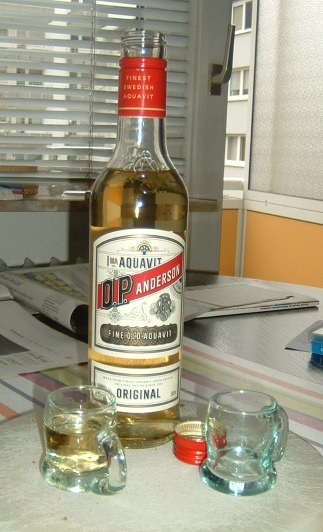
زجاجة من "O.P. Anderson"، لمشروب أكفافيت السويدي
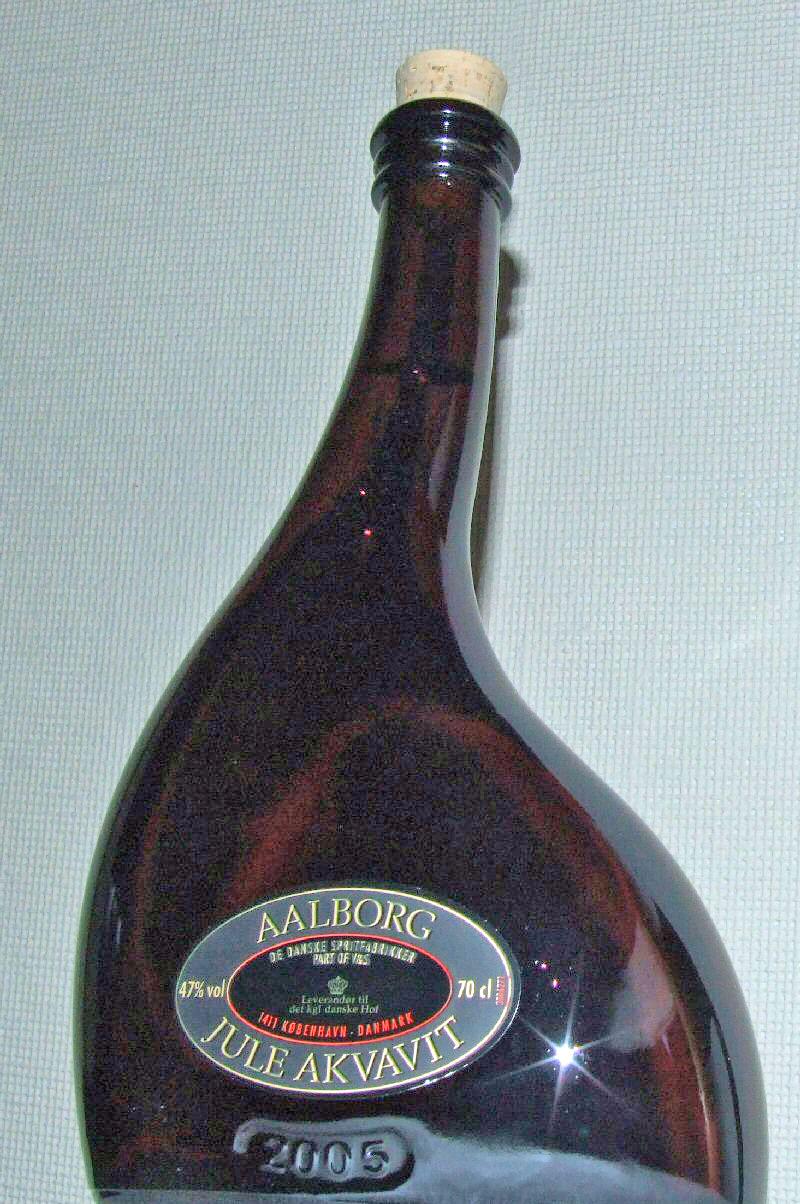
زجاجة من "Aalborg Jule Akvavit"، لمشروب أكفافيت الدنماركي
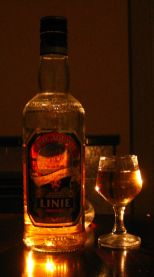
زجاجة مع كأس من "Linje" لمشروب أكفافيت النرويجي